# Автомагістраль А28 (Франція)
Автомагістраль 28 — автомагістраль у Франції, що сполучає Аббвіль на Соммі з Туром в Ендр і Луарі. Автомагістраль починається в Аббвілі, відділяючись від A16 і, після злиття з A13 біля Руана, закінчується в Турі, зливаючись з A10. Вона має 405 кілометрів завдовжки. Автостраду між Руаном і Туром було додано до Schéma Directeur Routier National в 1987 році.
Між Аббвілем і Руаном, першою частиною, автомагістраль була побудована Міністерством громадських робіт і транспорту. Ця ділянка автомагістралі, 97 км, проїзд безкоштовний.
Між Руаном і Алансоном, другою частиною, автомагістраль експлуатується Alis (частково належить Sanef) і є першою автомобільною трасою Франції, яка мала пропозиції європейськими компаніями після відкликання SAPN  у 1998 році, незважаючи на те, що його контракт був розпочатий у 1995 році. Друга ділянка дороги, відкрита 27 жовтня 2005 року, становить 125 км і проходить над двома великими віадуками; Віадук де ла Рісле та Віадук дю Бек.
Третій і останній відрізок дороги, між Алансоном і A10 поблизу Тура, обслуговується компанією Cofiroute. Частину дороги між Екоммуа та Туром не вдалося побудувати через наявність охоронюваного виду жука Osmoderma Eremita або чорносливу Піке. Будівництво почалося лише в 2004 році, а ділянку відкрили 14 грудня.